# 赵方
赵方（？—1222年），字彦直，宋朝荆湖南路潭州衡山人。
趙常之子。趙常因其兄趙棠無子，將趙方過繼給趙棠為嗣子。趙棠少從胡宏學，為张浚所敬重，张浚之子张栻和趙棠交友。趙方於是受学於张栻。淳熙七年（1180年），趙方參加解試中舉，當時辛棄疾擔任
湖南安撫使，有考生控訴閱卷不公，棄疾重閱錄取者的試卷，發現趙方的試卷不俗。淳熙八年，又中進士。當時趙方曾拜訪辛棄疾，兩人暢談三日。歷任大寧監教授、蒲圻縣尉，疑案多有解決。史彌忠任咸寧縣尉時，與任蒲圻縣尉的趙方友好，兩家先後生史嵩之和趙葵，乃持羊酒相賀。趙方擔任青陽知縣時，直屬上司是史彌忠的堂弟史彌遠，兩人曾對論為治之道。嘉定元年（1208年）受李大性拔擢，出任知隨州。
嘉定元年（1208年），史彌遠主謀誅殺韓侂冑，躍居相位，開始建立個人的勢力。由於史彌忠的保薦，趙方得到快速升遷，由知隨州升任提舉京西常平兼轉運判官、提點刑獄。後又升為湖北轉運判官兼知鄂州。宋金和议達成後，边境诸州守备废弛，唯有趙方積極招兵选将。嘉定七年（1214年），趙方擔任知江陵府、主管湖北安撫司事兼權荊湖制置司。嘉定十年（1217年）四月，金兵大舉入侵，趙方將京湖制置司移往襄陽，並上表主戰。嘉定十年，金兵进犯襄阳、枣阳（今湖北枣阳县），孟宗政与统制扈再兴、陈祥三軍浴血奮戰，金兵敗去。嘉定十一年（1218年）二月，金兵号称十万，围攻枣阳。赵方派遣孟宗政、扈再兴等率兵援救，同时增兵光化（今湖北老河口北）、信阳（今属河南）、均州（今湖北均县西北），以壯声势。孟宗政、扈再兴率兵抵抗，历时三月，金人無功而返。嘉定十三年，赵葵和都统扈再兴一起领兵出战，连败金兵。趙方任焕章阁直学士。在淮西击败金国驸马阿海。他留意人才，知名人士陳晐、游九功都被他提拔重用，他镇守一方，朝廷無憂。官至显谟阁直学士、太中大夫、权刑部尚书。嘉定十四年（1220年），趙方病卒於襄陽，“是夕有大星隕于襄陽”。临终前，致书宰相，论疆场大计。死后赠银青光禄大夫，最后赠太师，谥号忠肃（慮國忘家曰忠 正己攝下曰肅）。其子赵范、趙葵。

## 延伸阅读
[在维基数据编辑]
 《宋史·卷403》，出自脱脱《宋史》